# UEFA Europa League finalen 2027
UEFA Europa League finalen 2027 er en fodboldkamp der bliver spillet 26. maj 2027. Kampen bliver spillet på Waldstadion i den tyske by Frankfurt, og skal finde vinderen af UEFA Europa League 2026-27. Den er kulminationen på den 56. sæson i Europas næststørste klubturnering for hold arrangeret af UEFA, og den 18. finale siden turneringen skiftede navn fra UEFA Cup til UEFA Europa League.